# Moschiola meminna
Il tragulo macchiato dello Sri Lanka (Moschiola meminna Erxleben, 1777) è una specie di artiodattilo della famiglia dei Tragulidi. Fino a tempi recenti, all'interno di questa specie venivano classificati anche i traguli presenti in India, ma questi vengono ormai considerati una specie a sé, Moschiola indica, malgrado tuttora alcune importanti autorità tassonomiche, come ITIS e Catalogue of Life, continuino a considerare anche questi sotto Moschiola meminna. Nello Sri Lanka, questa specie è diffusa nelle zone asciutte ed è rimpiazzata in quelle umide dal tragulo a strisce gialle, Moschiola kathygre.
Gli scienziati del XIX secolo classificarono inizialmente questo animale all'interno del genere Tragulus, ma, essendo per alcune caratteristiche corporee assai più simile allo iemosco acquatico che alle altre specie asiatiche della famiglia, venne inserito in un genere a parte.

## Descrizione
Il tragulo macchiato dello Sri Lanka misura 45–55 cm di lunghezza, 25–30 cm di altezza al garrese, ha una coda di 2,5–5 cm e pesa 2,25-2,70 kg. Il pelo è color giallo-albicocca, con macchie bianche disposte in file più o meno regolari che vanno dalla testa verso la coda, più o meno come il cervo pomellato. Come quelli degli altri traguli, i maschi di questa specie presentano due incisivi superiori che sporgono leggermente dalla mascella, dando all'animale l'aspetto di un mosco in miniatura, da cui il nome scientifico del genere (Moschiola, cioè «piccolo mosco»). Ha zampe meno sottili di quelle degli altri Tragulidi, occhi piccoli e simili a quelli dei Roditori e orecchie piccole e arrotondate, ma con l'estremità appuntita.

## Distribuzione e habitat
Il tragulo macchiato dello Sri Lanka vive nelle foreste decidue di tutta la zona asciutta dell'isola, a esclusione, quindi, della umida regione sud-occidentale e della montuosa zona centrale.

## Biologia
È un animale notturno, estremamente schivo, che per il resto ha un comportamento molto simile a quello degli altri Tragulidi.